# Illi (Vastseliina)
Illi – wieś w Estonii, w prowincji Võru, w gminie Vastseliina. 